# Mencia világa
A Mencia világa (angolul: Mind of Mencia) amerikai vígjátéksorozat, amelyet Carlos Mencia humorista készített, és ő játssza a főszerepet is benne. Négy fő tagból áll a műsor: Carlos és Joseph Mencia, Brad Williams és Ray Peyton. Különféle vendégszereplők is megjelentek a sorozatban. 4 évadot élt meg 52 epizóddal. 2005. július 6.-tól 2008. július 23.-ig ment Amerikában. Magyar bemutató és tévécsatorna ismeretlen, az USA-ban a Comedy Central vetítette. A sorozat egy szkeccsműsor, hiszen különféle humoros rövid jeleneteket tartalmaz. Csípős humorral beszél Mencia a világ dolgairól, kezdve a fontosabb témáktól az apróságokig. Meginterjúvolja továbbá az utca emberét is, és sztárvendégekkel is beszélget.